# أنطوانيت
أنطوانيت (بالإنجليزية: Antoinette) هي رابر وكاتبة غنائية أمريكية، ولدت في 1970 في نيويورك في الولايات المتحدة.

## وصلات خارجية
- الموقع الرسمي
- أنطوانيت على موقع ميوزك برينز (الإنجليزية)
- أنطوانيت على موقع أول ميوزيك (الإنجليزية)
- أنطوانيت على موقع ديسكوغز (الإنجليزية)